# Goniothalamus lii
Goniothalamus lii là loài thực vật có hoa thuộc họ Na. Loài này được X.L.Hou & Y.M.Shui mô tả khoa học đầu tiên năm 2003.